# 滝川市航空科学センター
滝川市航空科学センター（たきかわしこうくうかがくセンター）は、北海道滝川市にある場外離着陸場・博物館などからなる施設。総称はたきかわスカイパーク。この項目では石狩徳富河川緑地（いしかりとっぷかせんりょくち）についても記載している。

## 概要
石狩川の河川敷に位置しており、公園と飛行場の機能を有する日本国内初の本格的な航空公園になっている。
滝川市・砂川市・赤平市を事業箇所とする河川環境整備事業によって環境護岸、散策路、高水敷などの整備を進めていたが、1981年（昭和56年）の集中豪雨による水害発生時に当時の滝川市長が上空から被害状況を視察したことがスカイスポーツ着目へのきっかけとなった。その後の適地調査により、航空交通管制区外であることやグライダーに必要な上昇気流が発生しやすい条件があることがわかり、翌年には滝川航空協会（現在の滝川スカイスポーツ振興協会）を設立し「滝川滑空場」がオープンした。たきかわスカイミュージアムは現役のグライダーや軽飛行機の格納庫を兼ねた施設。歴史的に貴重なグライダーから最新鋭のグライダーまで約30機を展示しており、直接機体に触れたりコックピットに座ることもできる。たきかわスカイパークは1989年（平成元年）から北海道開発局の河川事業として整備が進められ、1995年（平成7年）に事業完了した。周辺環境に配慮した公園づくりや日本国内有数の飛行実績と飛行体験者数などから、国土交通大臣表彰による『手づくり郷土賞』（平成12年度・平成27年度は大賞）を受賞している。『サマースカイフェスタ』などのイベントを開催している。

## 施設
滝川滑空場
- 運航日：4月から11月（毎日）
- 着陸料（外来機）：MG600円、陸単1,000円、回転翼2,000円

たきかわスカイミュージアム
- 開館時間：9:00 - 17:00[6]
- 休館日：夏季（4月から11月）無休、冬季（12月から3月）土日祝日、年末年始[6]
- 入館料：一般310円、高校生210円、小中学生100円（但し、夏季の個人見学については無料）[6]

Cuロッジ
- 宿泊施設（20人程度）

ハブハウス
- 管理事務所、管制ルーム、気象ルーム[6]
- 研修室、図書室、喫茶[6]

## アクセス
- 北海道旅客鉄道（JR北海道）滝川駅から徒歩約15分
- 道央自動車道滝川ICから車で約10分

## 参考資料
- “滝川市航空科学センター条例”. 滝川市例規集.  滝川市. 2016年8月10日閲覧。
- “滝川市航空科学センター条例施行規則”. 滝川市例規集.   滝川市. 2016年8月10日閲覧。
- “地域事例1 スカイスポーツによるまちづくり -グライダーのメッカ・滝川市-”. 開発こうほう (北海道開発協会) 518. (2006) 2016年8月10日閲覧。.